# CSR Racing 2
CSR Racing 2 es un videojuego de carreras desarrollado por Boss Alien en conjunto con NaturalMotion Games para iOS y Android.

## Jugabilidad
CSR Racing 2 es un juego de carreras de resistencia de desplazamiento lateral que presenta autos con licencia oficial de numerosos fabricantes. El jugador no tiene control total sobre el automóvil y se limita a acelerar el motor al arrancar y luego cambiar de marcha durante la carrera. Para tener un buen comienzo, el jugador debe pisar el acelerador para que la aguja esté en el medio del dial y luego cambiar la marcha en los momentos adecuados para obtener la velocidad óptima. También hay una opción de nitro que le da al jugador un impulso una vez por carrera. Las carreras son contra un oponente de IA y, cuando gana, el jugador gana dinero que puede usarse para comprar mejoras de automóviles o todos los automóviles nuevos. Las partes que se pueden actualizar incluyen motor, turbo, admisión, nitro, carrocería, neumáticos y caja de cambios. Las mejoras afectan a cuatro atributos: potencia, peso, agarre y caja de cambios.

## Historia

#### Temporada 1
Primero, el jugador se une a un equipo llamado Pit Row Racing y compite contra miembros del equipo del nivel 1 al nivel 5 con un auto designado para cada nivel.

#### Temporada 2
Después de derrotar al jefe de nivel 5, Tyler Shax, en la temporada 1, comienza una nueva temporada con un hombre llamado Altay que asola la ciudad. A diferencia de la temporada 1, se realizarán 30 carreras en orden de nivel 3 → nivel 1 → nivel 4 → nivel 2 → nivel 5, cada una de las cuales consume 2 unidades de gasolina.

### Después de la historia
El verdadero placer de este juego es competir con otros usuarios en línea para ganar muchos RP (puntos de respeto) o aspirar a un rango más alto en el campeonato de tripulación creando o uniéndose a una tripulación.
Los equipos que ocupan un lugar destacado en el Campeonato de equipo pueden obtener varios productos y vehículos de edición limitada muy raros para cada rango, por lo que es importante saber cómo adquirir vehículos de edición limitada.

## Tiempo de Bosker

### Temporada 1
- L1 - 13.376 segundos 1/4 de milla (402 m) \ KJ's Toyota GT86 Rocket Bunny/
- L2 - 12.016 segundos 1/4 de milla (402 m) \ Ashleigh's Mercedes-Benz CLA 45 AMG/
- L3 - 10.588 segundos 1/4 de milla (402 m) \ Kurtz's Ford Mustang HPE750/
- L4 - 14.180 segundos 1/2 de milla (805 m) \ Victor's Project 7 (Jaguar Cars)/
- L5 - 11.957 segundos 1/2 de milla (805 m) \ Shax's Koenigsegg Agera R/

### Temporada 2
- L1 - 12.300 segundos 1/4 de milla (402 m) \ Angel's Honda Civic 1.5 VTEC/
- L2 - 11.011 segundos 1/4 de milla (402 m) \ Shana's Range Rover Evoque/
- L3 - 10.013 segundos 1/4 de milla (402 m) \ Amelia's LB BMW M4 Coupé/
- L4 - 13.401 segundos 1/2 de milla (805 m) \ KJ's Nissan GT-R Nismo R35 (日産自動車)/
- L5 - 11.073 segundos 1/2 de milla (805 m) \ Larry's Spania GTA Spano/

## Coches de carreras destacados

### Nivel 1
- Toyota GT86
- Volkswagen Golf GTI
- Abarth 500
- Ford Fiesta ST
- Hyundai Veloster Turbo R Spec
- MINI Cooper S

### Nivel 2
- BMW M235i Coupé
- Subaru Impreza WRX STI
- Lotus Exige Sport 350 Roadster
- Volkswagen Scirocco R
- Audi TT RS
- Alfa Romeo 4C Spider
- Ford Focus RS
- Mercedes-Benz A 45 AMG

### Nivel 3
- BMW M4 Coupé
- Audi RS5 Coupé
- Ford Mustang GT Premium
- Chevrolet Corvette Stingray
- Dodge Challenger SRT® Hellcat
- Mercedes-Benz C 63 AMG Coupé Edition 507
- Ferrari California 30
- Chevrolet Camaro SS

### Nivel 4
- Nissan GT-R(R35) Premium (日産自動車)
- Aston Martin Vanquish
- Dodge Viper GTS
- Jaguar F-Type R AWD Coupé
- Audi R8 V10 plus Coupé
- Chevrolet Corvette Stingray Z06
- Ford Shelby GT350R
- Chevrolet Camero Z28
- Mercedes-AMG GT

### Nivel 5
- Lamborghini Huracán LP610-4
- Ferrari F12berlinetta
- McLaren 570S
- Lamborghini Aventador LP700-4
- Ferrari 488 Spider
- McLaren 650S
- Pagani Huayra
- Ferrari 458 Speciale
- W Motors Lykan HyperSport
- Bentley Continental GT3-R
- Hennessey Venom GT
- Ferrari LaFerrari
- Lamborghini Aventador LP750-4 SV

## Auto hito (sorteo)
Para obtener el auto Milestone, debes estar en una tripulación y ganar 20 000 000 RP en toda la tripulación durante la temporada.
Al final de la temporada, los miembros pertenecientes a las tripulaciones clasificadas entre los diez primeros, anteriormente los cinco primeros, recibirían un coche de estrella púrpura con un color especial.
Cada temporada dura unas dos semanas.
| Temporada | Modelo                                       |
| --------- | -------------------------------------------- |
| 1         | Dodge Challenger LB SRT® Hellcat             |
| 2         | W Motors Lykan HyperSport                    |
| 3         | Lamborghini LB Huracán LP 610-4              |
| 4         | Dodge Viper ACR                              |
| 5         | Bugatti Chiron                               |
| 6         | Nissan LB GT-R (R35) Premium                 |
| 7         | Ferrari F40                                  |
| 8         | Koenigsegg Regera 'CSR Edition'              |
| 9         | BMW LB E92 M3 GTS                            |
| 10        | McLaren 675LT Spider                         |
| 11        | Ford GT                                      |
| 12        | Ferrari 599 GTO                              |
| 13        | Ferrari FXX K                                |
| 14        | McLaren P1™ GTR                              |
| 15        | Hennessey Venom GT Spyder                    |
| 16        | Porsche 911 Turbo S                          |
| 17        | Porsche 918 Spyder                           |
| 18        | McLaren Liberty Walk 650S                    |
| 19        | Pagani Huayra BC                             |
| 20        | McLaren 720S                                 |
| 21        | Ferrari F12tdf                               |
| 22        | Honda NSX                                    |
| 23        | Pagani Huayra Roadster                       |
| 24        | Aston Martin DB11                            |
| 25        | Ferrari 812 Superfast                        |
| 26        | McLaren 570-VX                               |
| 27        | Porsche 911 R                                |
| 28        | Audi Vorsteiner R8 VRS                       |
| 29        | Lamborghini Huracán Performante              |
| 30        | Chevrolet Camaro ZL1 1LE                     |
| 31        | Mercedes-AMG GT R                            |
| 32        | Chevrolet HS Customs "Under Pressure" Camaro |
| 33        | Porsche 911 GT3                              |
| 34        | Aston Martin Vulcan                          |
| 35        | Mazda RX-7 Rocket Bunny                      |
| 36        | Chevrolet C-10 "Tiffany"                     |
| 37        | Aston Martin One-77                          |
| 38        | BAC Mono                                     |
| 39        | Lamborghini LB Aventador LP 700-4            |
| 40        | Plymouth 'Cuda "TorC" Weaver Customs         |
| 41        | BMW i8                                       |
| 42        | Chevrolet Corvette ZR1 (2019)                |
| 43        | Jaguar C-X75                                 |
| 44        | Honda LB NSX                                 |
| 45        | W Motors Fenyr SuperSport                    |
| 46        | Lamborghini Urus                             |
| 47        | Audi 2014 LB R8 V10 plus Coupé               |
| 48        | Aston Martin Vantage                         |
| 49        | Koenigsegg Agera RS                          |
| 50        | Lamborghini Murciélago LP670-4 SuperVeloce   |
| 51        | Porsche 911 GT3 RS ‘’Weissach Package‘’      |
| 52        | Ferrari Portofino                            |
| 53        | Bentley Continental GT First Edition         |
| 54        | KTM X-Bow R                                  |
| 55        | Lamborghini LB Huracán Coupé                 |
| 56        | Jaguar F-Type SVR Coupé                      |
| 57        | Zenvo TS1 GT                                 |
| 58        | Ferrari 488 Pista                            |
| 59        | Lamborghini Aventador SVJ 63                 |
| 60        | McLaren Vorsteiner 720S                      |
| 61        | Saleen S7                                    |
| 62        | Hennessey Venom F5                           |
| 63        | Dodge Challenger SRT® Demon                  |

## Recepción
CSR Racing 2 recibió críticas "mixtas o promedio" según el sitio web agregador de reseñas Metacritic.
Nick Tylwalk de Gamezebo dijo que "si los jugadores lo aceptan, CSR Racing 2 podría terminar como la rara secuela que mejora el original en todos los sentidos. Es posible que este viaje haya tardado en llegar, pero ahora que está aquí, no se sorprenda si te cuesta soltar el volante".
Pocket Gamer dijo que era "un juego de carreras de resistencia excepcionalmente bonito y compulsivo, pero no una revolución".
Tommaso Pugliese de Multiplayer.it dijo que "CSR Racing 2 es un sólido corredor de carreras con gráficos asombrosos, pero no trae nada nuevo a la mesa".
Campbell Bird de 148Apps dijo que "este juego de carreras se ve muy bien, pero su falta de sustancia y su mecánica gratuita lo hacen un poco pesado".
Apple'N'Apps dijo que "CSR Racing 2 ofrece más de las mismas carreras de resistencia demasiado simplistas que llamarán tu atención durante casi tanto tiempo como una carrera de resistencia".